# Ischnomera similis
Ischnomera similis es una especie de coleóptero de la familia Oedemeridae.

## Distribución geográfica
Habita en Turquía.